# آرمسمیر
آرمسمیر یا علفزار اسلحه، که همچنین به عنوان خانه ساموئل کلت معروف است، یک خانه تاریخی است که در خیابان ۸۰ واترزفیلد در هارتفورد، کانکتیکات واقع شده‌است. این خانه سازنده سلاح گرم ساموئل کلت بود. آرمسمیر در سال ۱۹۷۶ به عنوان یک مکان تاریخی ملی ثبت شد.